# Тапа (Ляене-Вірумаа)
Та́па (ест. Tapa linn) — місто без статусу самоврядування в Естонії, адміністративний центр волості Тапа повіту Ляене-Вірумаа.

## Географічні дані
Площа міста — 17,4 км2.
Населення за роками

## Природа
Через північно-східне передмістя Тапа тече річка Валґейиґі (Valgejõgi).

## Транспорт
Станція Тапа — залізничний вузол, від якого починаються лінії Таллінн — Тапа, Тапа — Нарва й Тапа — Тарту.
Через населений пункт проходить автошлях 5 (Пярну — Раквере — Симеру). Від міста починаються дороги 24 (Тапа — Лообу), 15123 (Тапа — Легтсе — Янеда) та 15148 (Тапа — Койґі).

## Історія
Перші згадки про поселення на цій території датуються 1482 роком, лицарський маєток Тапа (Taps) згадується в документах 1629 року.
1876 року у власника маєтку Тапа залізнична компанія купила ділянка землі для будівництва станції та локомотивного депо. 21 серпня 1876 року через станцію Тапа пройшов перший потяг від Ревеля до Тарту. З цього дня розпочався розвиток станції Тапа як населеного пункту. Згодом навколо станції утворилося невелике містечко.
1926 року Тапа отримало статус міста (linn).
25 лютого 1949 року місто Тапа відокремлено від Ярваського повіту та підпорядковано повіту Вірумаа.
26 вересня 1950 року, після скасування в Естонській РСР повітового та волосного поділу, місто Тапа ввійшло до складу новоутвореного Тапаського сільського району й було його адміністративним центром до моменту ліквідації району 28 березня 1962 року. З ліквідацією Тапаського району місто ввійшло до складу Пайдеського району. 8 грудня 1964 року Тапа перепідпорядковане Раквереському району.
Підпорядкування міста
- до 1949 — повіт Ярвамаа
- 1949—1950 — повіт Вірумаа
- 1950—1962 — Тапаський район
- 1962—1964 — Пайдеський район
- 1964—1990 — Раквереський район
- з 1990 — повіт Ляене-Вірумаа

11 липня 1991 року місту Тапа наданий статус місцевого самоврядування. У жовтні 1992 року Тапа отримало свій герб та прапор.
|                                                         |
| Герб та прапор міського самоврядування Тапа (1992—2005) |

16 червня 2005 року на підставі Закону про адміністративний поділ території Естонії Уряд Республіки прийняв постанову № 139 про утворення нової адміністративної одиниці  — волості Тапа — шляхом об'єднання територій волості Легтсе повіту Ярвамаа та двох самоврядувань зі складу повіту Ляене-Вірумаа: міста Тапа та волості Саксі (виключаючи села Кіку, Парійзі й Салда). Зміни в адміністративно-територіальному устрої, відповідно до постанови, набрали чинності 21 жовтня 2005 року після оголошення результатів виборів до Тапаської волосної ради. EHAK-код міста змінений з 0791 на 8140. Місто Тапа втратило статус самоврядування і вилучено з «Переліку адміністративних одиниць на території Естонії».
Тут розташовано одну з багатонаціональних батальйонних груп розширеної передової присутності НАТО.

## Пам'ятки
- Лютеранська кірха святого Якова
- Православна церква Івана Хрестителя
- Тапаський музей

## Керівництво міста
Мери
- 1927—1929 Ернст Ґрімм (Ernst Grimm (Krimm)
- 1929—1930 Йоганнес Руузе (Johannes Ruuse), виконувач обов'язків
- 1930—1935 Тиніс Рягн (Tõnis Rähn)
- 1935—1940 Яан Майдре (Jaan Maidre, до 1936 року мав ім'я Felix-Eduard Märtin/Martin)
- 1991—1996 Райво Райд (Raivo Raid)
- 1996—1997 Ґаррі Рааґмаа (Garri Raagmaa)
- 1997—2001 Вольдемар Нелліс (Voldemar Nellis)
- 2001—2005 Куно Рооба (Kuno Rooba)

Голови міської ради
- 1930—1934 Аугуст Паллон (August Pallon)
- 1934—1940 Гельмі Кабер (Helmi Kaber)
- 1993—1996 Райн Сеппінг (Rain Sepping)
- 1996—1999 Алґур Каерма (Algur Kaerma)
- 1999—2001 Ілмар Мюйр (Ilmar Müür)
- 2001—2005 Алґур Каерма

## Міжнародні стосунки
Міста-побратими
- Акаа, Фінляндія
- Прец, Німеччина
- Добеле, Латвія
- Кюмберленд, США

Муніципалітет-побратими
- Труса, Швеція

## Галерея

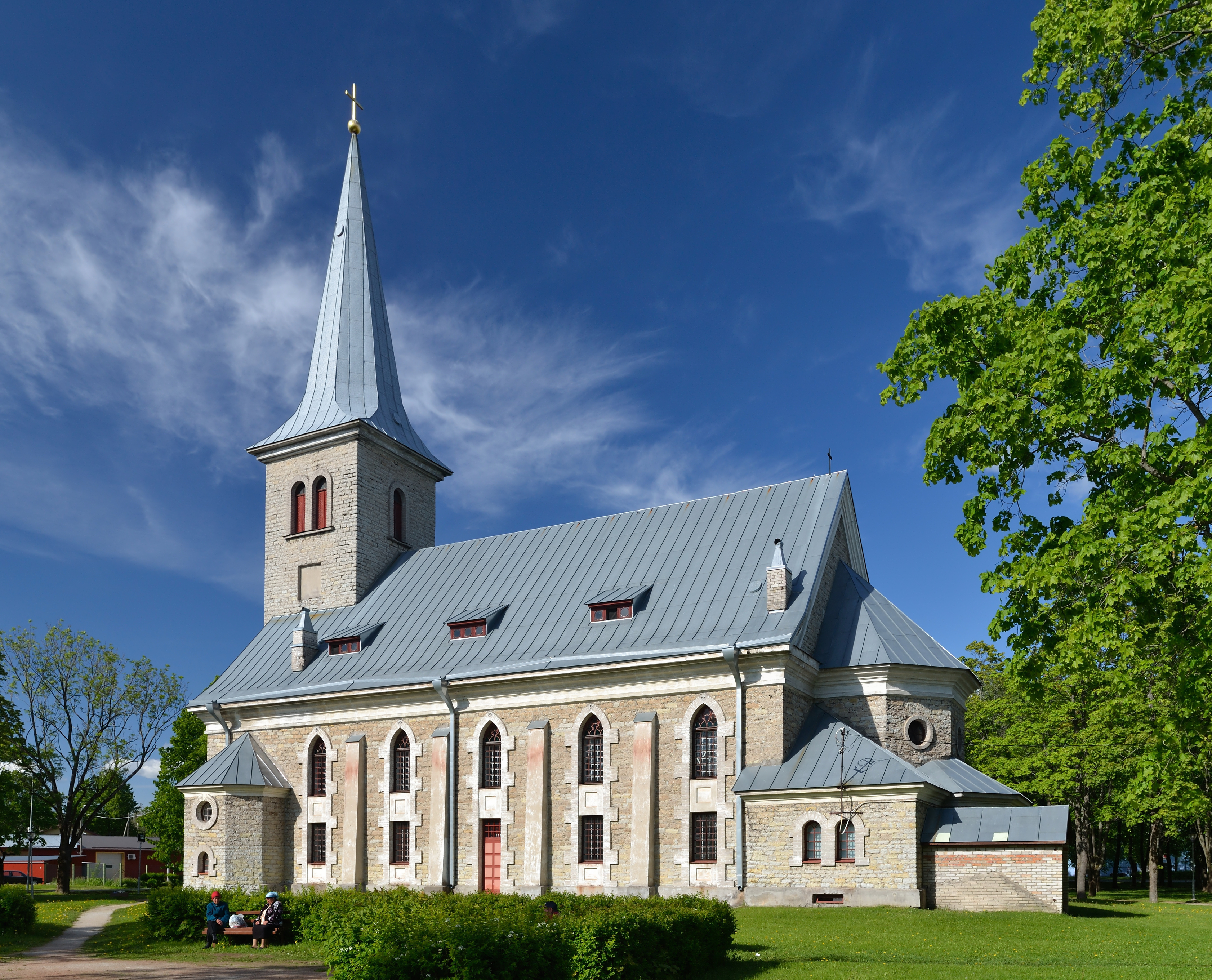
Кірха
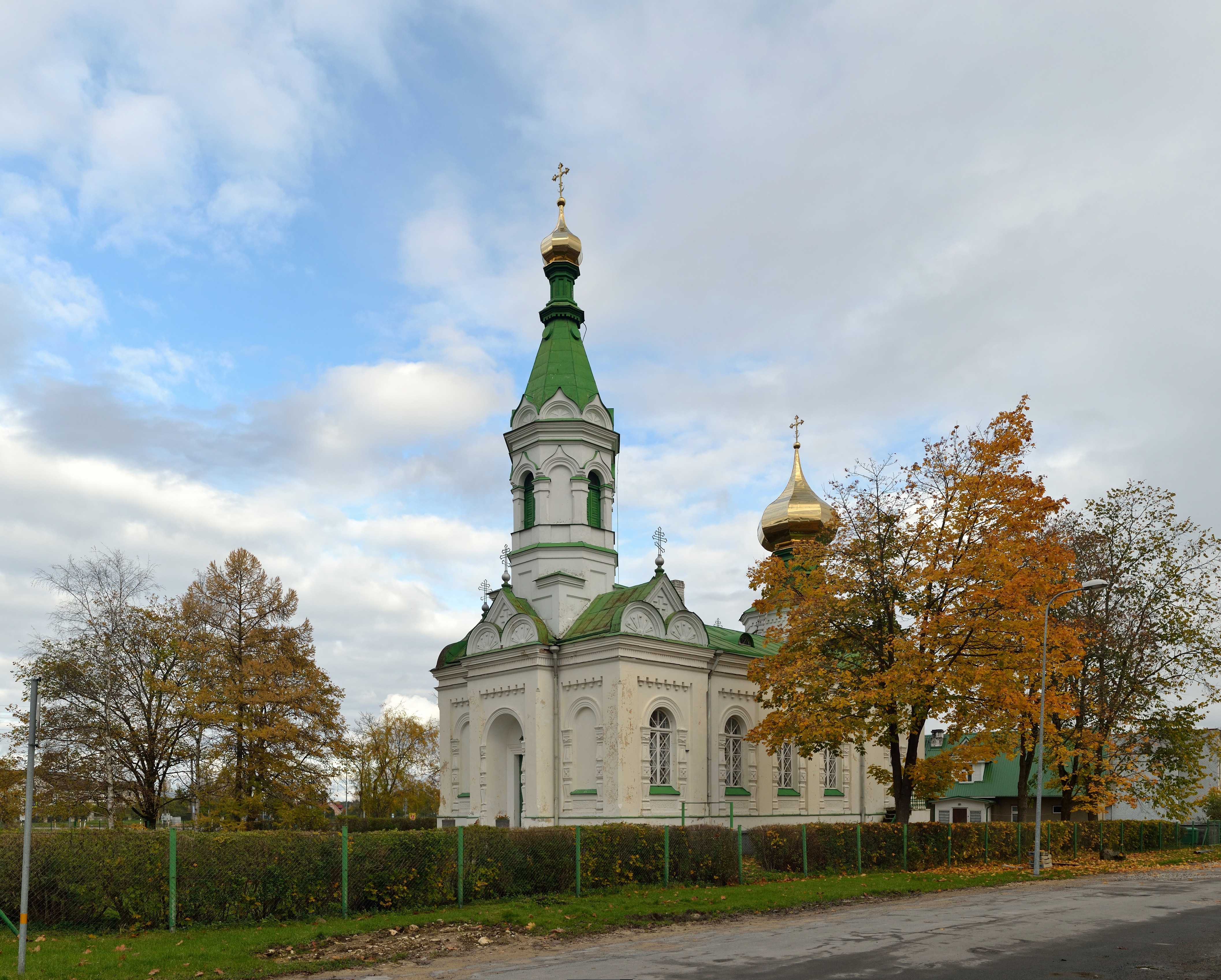
Православна церква
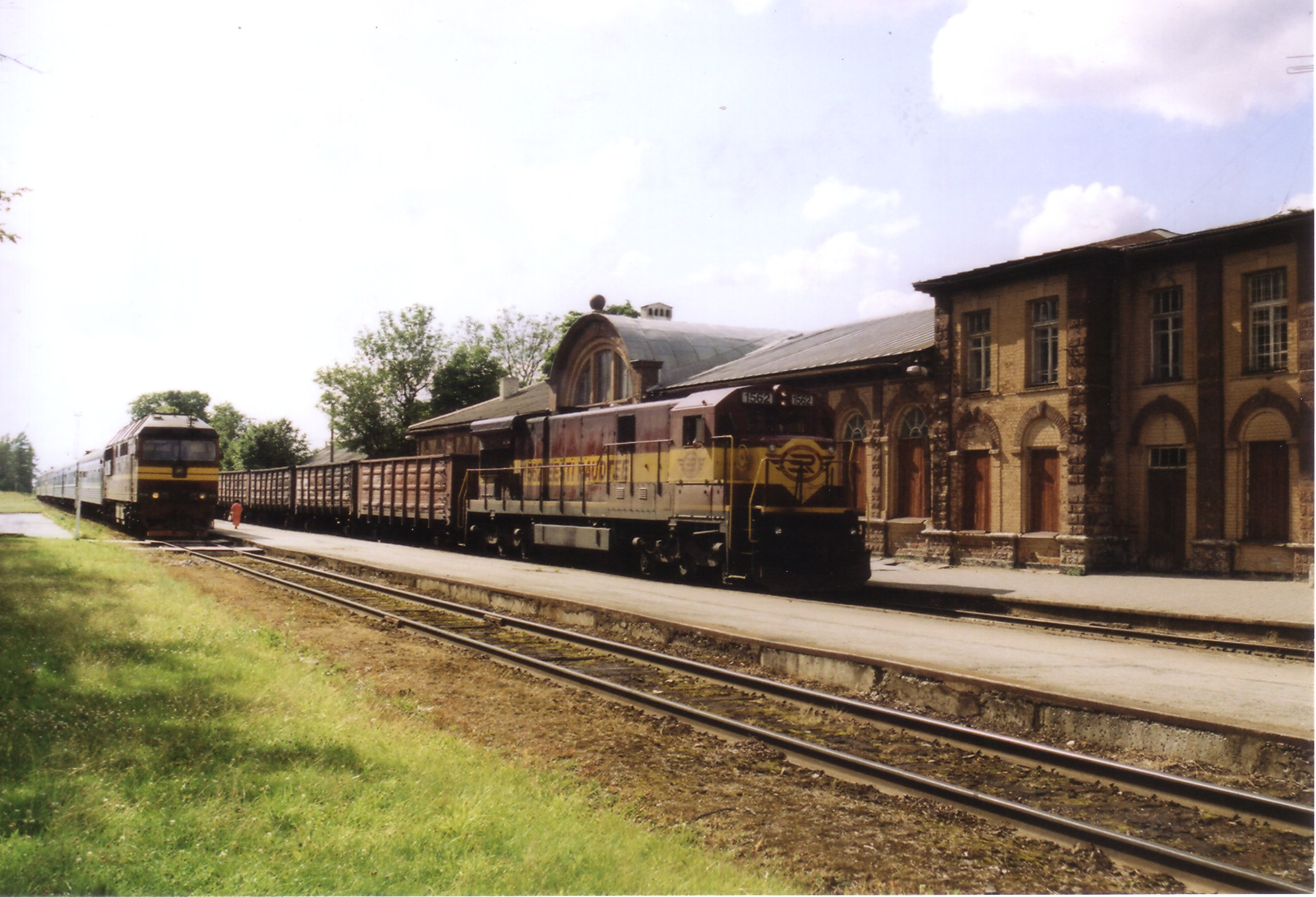
Залізнична станція
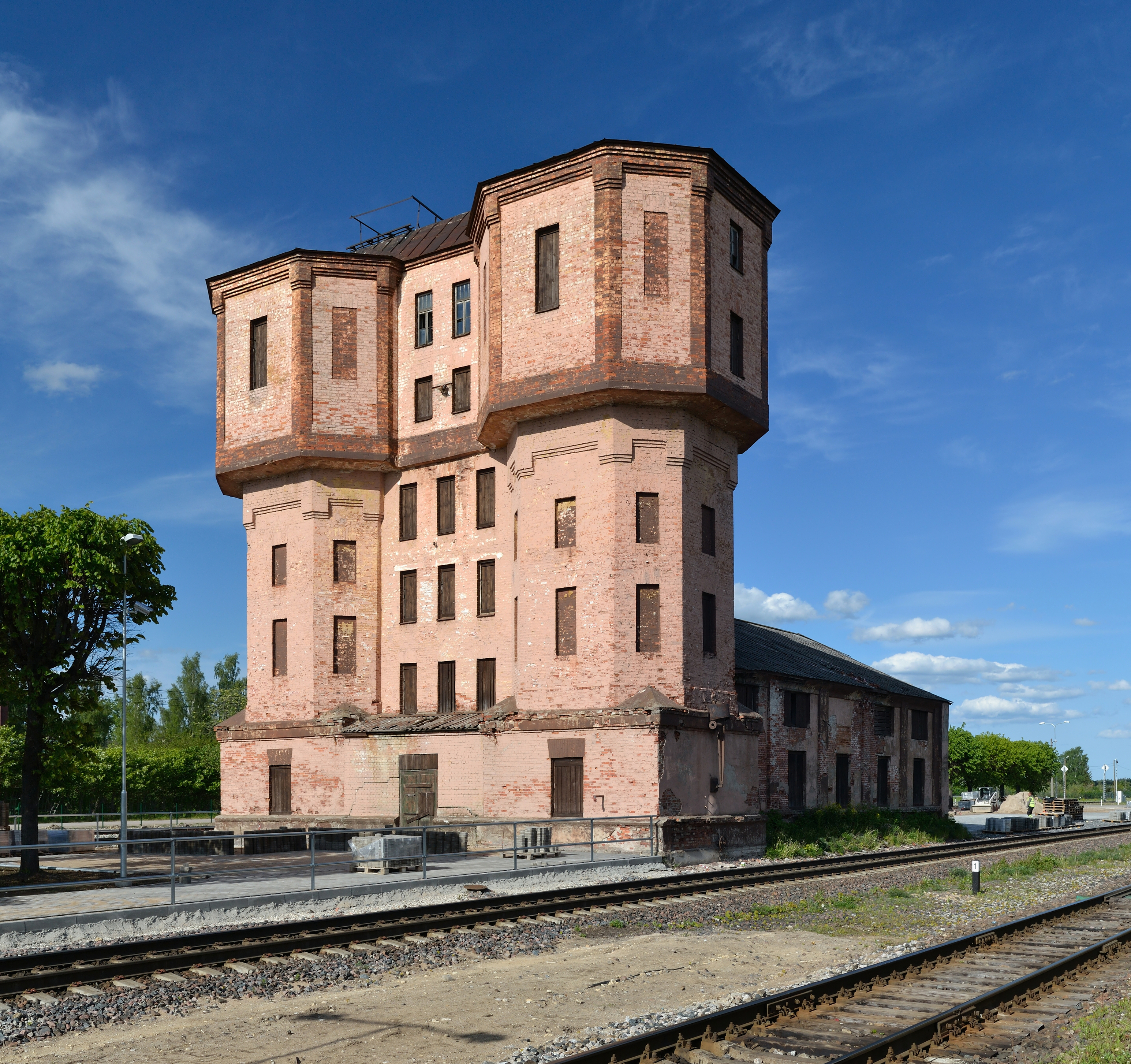
Водонапірна башта
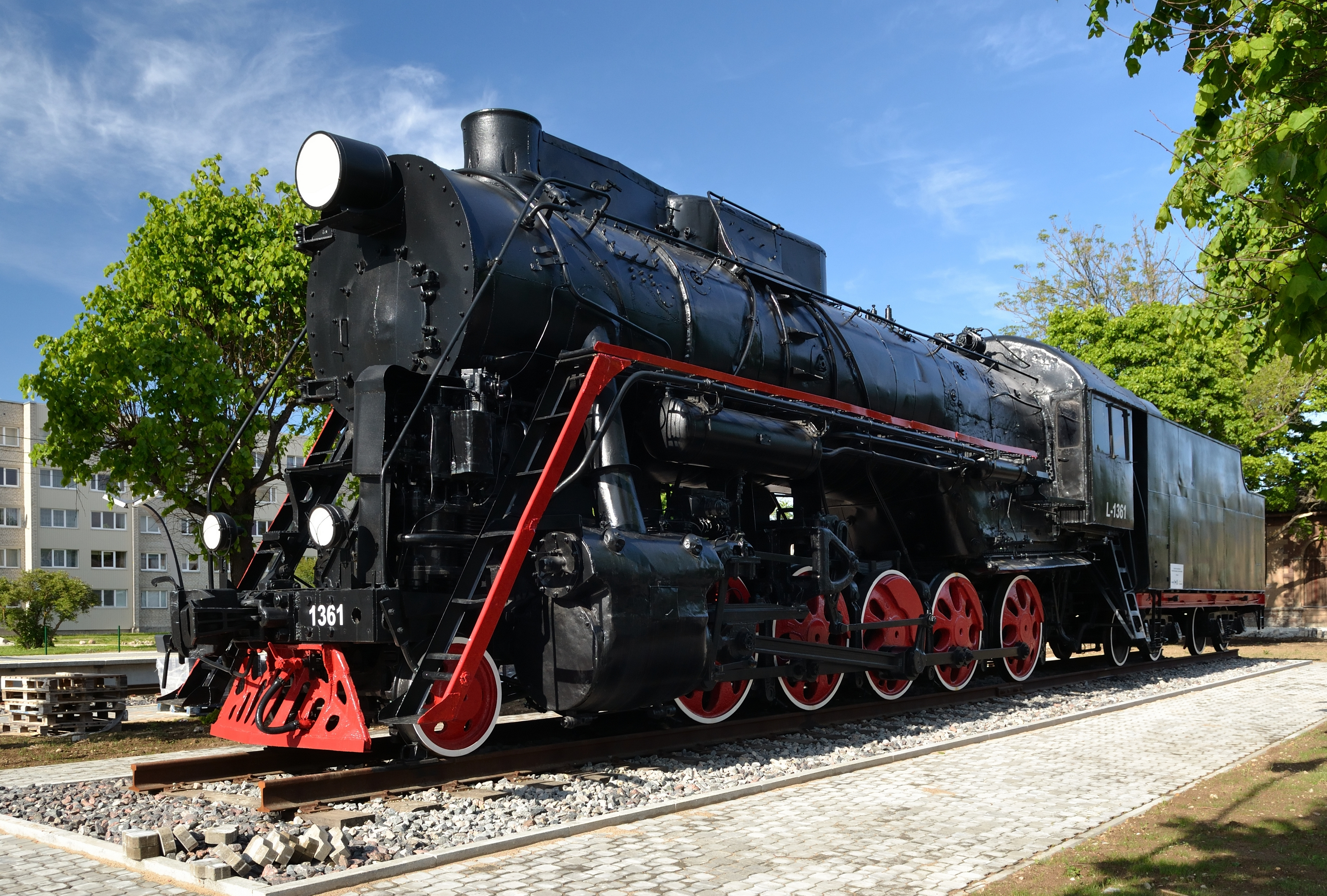
Паровоз Л-1361 на станції